# Xoanodera suturella
Xoanodera suturella är en skalbaggsart som beskrevs av Holzschuh 2005. Xoanodera suturella ingår i släktet Xoanodera och familjen långhorningar. Inga underarter finns listade i Catalogue of Life.